# Christl Wickert
Christl Wickert (geboren 1953 in Bad Godesberg) ist eine deutsche Historikerin und Politologin.

## Leben
Christl Wickert studierte Geschichte, Germanistik, Politikwissenschaft, Soziologie sowie Pädagogik an der Universität Trier und der Universität Göttingen, wo sie 1983 mit einem Thema über weibliche Abgeordnete im Reichstag und im Preußischen Landtag promoviert wurde. Sie arbeitete anschließend bis 1990 als wissenschaftliche Mitarbeiterin an der Freien Universität Berlin und an der Technischen Universität Berlin. Sie nahm Lehraufträge in Bielefeld, Bochum, Hamburg, Hannover und anderen Hochschulen wahr.
Schwerpunkt ihrer Arbeit sind Biografien zu Politikerinnen und Arbeiten zum Nationalsozialismus. Sie publizierte über die Frauenrechtlerin, Sexualreformerin und Pazifistin Helene Stöcker und die Juristin Erna Proskauer, die – wäre sie nicht 1933 als Jüdin emigriert – die erste Richterin in Berlin geworden wäre. Wickert hat Ausstellungs- und Forschungsprojekte in den Gedenkstätten Sachsenhausen, Neuengamme und Ravensbrück realisiert.

## Schriften (Auswahl)
- Keine Gerechtigkeit. Die ungleiche Unterstützung des KZ-Überlebenden Fritz Bringmann und des SS-Mannes Walter Filsinger nach 1945. Metropol, Berlin 2022, ISBN 978-3-86331-676-1 (Rezension).
- mit Gisela Notz: Die geglückte Verfassung. Berlin 2009.
- mit Ursula Birsl, Gisela Notz, Inge Wettig-Danielmeier: 90 Jahre Frauenwahlrecht! vorwärts buch, Berlin 2008.
- Willi Tessmann – Kommandant des Polizeigefängnisses Hamburg-Fuhlsbüttel. In: Klaus-Michael Mallmann, Gerhard Paul: Karrieren der Gewalt. Nationalsozialistische Täterbiographien. Wissenschaftliche Buchgesellschaft, Darmstadt 2004, ISBN 3-534-16654-X.
- Tabu Lagerbordell. Vom Umgang mit der Zwangsprostitution nach 1945. In: Insa Eschebach, Sigrid Jacobeit, Silke Wenk (Hrsg.): Gedächtnis und Geschlecht. Deutungsmuster in Darstellungen des nationalsozialistischen Genozids. Campus, Frankfurt am Main/New York 2002, ISBN 3-593-37053-0.
- (Redakteurin), Vorstand der SPD (Hrsg.): Der Freiheit verpflichtet. Gedenkbuch der deutschen Sozialdemokratie im 20. Jahrhundert. Schüren, Marburg 2000, ISBN 3-89472-173-1.
- mit Karsten Rudolph: Geschichte als Möglichkeit. Über die Chancen von Demokratie. Festschrift für Helga Grebing. Klartext Verlag, Essen 1995.
- Frauenwiderstand und Dissens im Kriegsalltag. In: Peter Steinbach, Johannes Tuchel (Hrsg.): Widerstand gegen den Nationalsozialismus. Bundeszentrale für Politische Bildung, Bonn 1994, S. 411–426.
- mit Helga Grebing (Hrsg.): Das „andere Deutschland“. Im Widerstand gegen den Nationalsozialismus: Beiträge zur Politischen Überwindung der nationalsozialistischen Diktatur im Exil und im Dritten Reich. Klartext-Verlag, Essen 1994.
- (Hrsg.): Frauen gegen die Diktatur. Widerstand und Verfolgung im nationalsozialistischen Deutschland. Edition Hentrich, Berlin 1994, ISBN 3-89468-122-5.
- Sozialistin, Parlamentarierin, Jüdin. Die Beispiele Käthe Frankenthal, Berta Jourdan, Adele Schreiber-Krieger, Toni Sender und Hedwig Wachenheim. In: Ludger Heid, Arnold Paucker (Hrsg.): Juden und deutsche Arbeiterbewegung bis 1933. Mohr Siebeck, Tübingen 1992.
- Helene Stöcker 1869–1943. Frauenrechtlerin, Sexualreformerin und Pazifistin. Eine Biografie. Bonn 1991, ISBN 3-8012-0167-8.
- (Hrsg.): „Heraus mit dem Frauenwahlrecht.“ Die Kämpfe der Frauen in Deutschland und England um die politische Gleichberechtigung. Centaurus, Pfaffenweiler 1990.
- Unsere Erwählten. Sozialdemokratische Frauen im Deutschen Reichstag und im Preußischen Landtag, 1919–1933. (2 Bände) Sovec, Göttingen 1986, ISBN 3-923147-24-4 (Zugleich: Göttingen, Universität, Dissertation, 1986: SPD und Frauenemanzipation in der Weimarer Republik).